# Tombeau de Joseph
Le tombeau de Joseph (en hébreu : קבר יוסף, en arabe : قبر يوسف) est un site funéraire situé à l'entrée est de la vallée qui sépare les monts Garizim et Ebal, au nord-ouest du puits de Jacob, à la périphérie de la ville de Naplouse en Cisjordanie (Territoires palestiniens occupés), près de Tell Balata (en), le site biblique de Sichem.
Le Livre de Josué identifie Sichem comme le lieu de sépulture du patriarche biblique Joseph, fils de Jacob, et de ses deux fils Éphraïm et Manassé.

## Historicité du tombeau
Certains spécialistes pensent que le récit de son  inhumation au pays de Canaan est inspiré de celui du  dieu égyptien Osiris. D’autres pensent que  c'est l’histoire de l’enterrement des ossements de Dionysos à Delphes qui est à l'origine de l'histoire du tombeau de Joseph à Sichem,,. Les légendes et le folklore ont été retravaillés et probablement insérés dans le texte de la Bible entre les VIIIe et VIe siècles av. J.-C. La plupart des chercheurs placent sa composition pendant la période perse de l'exil,,,,.
Pour Schenke, la tradition de l'enterrement de Joseph à Sichem ne peut être comprise que comme une interprétation historique secondaire, israélite tissé autour d'un plus ancien sanctuaire cananéen.

## Histoire du tombeau
Le tombeau de Joseph a été vénéré à travers les âges par Juifs, samaritains, chrétiens et musulmans, : « Few tombs on earth command the veneration of so many races and men of diverse creeds as that of Joseph. Samaritan and Jew, Moslem and Christian alike, revere it, and honour it with their visits. » Des documents post-bibliques du début du IVe siècle de l'ère chrétienne situent la tombe de Joseph sur ce site. Le bâtiment actuel, une petite pièce rectangulaire abritant un cénotaphe date de 1868 et ne laisse apparaître aucun élément plus ancien,. 
La recherche moderne n'a pas déterminé si ce cénotaphe correspond à la tombe mentionnée dans la Bible, aucune source juive ou chrétienne ne mentionnant cette tombe avant le Ve siècle, le bâtiment originel semblant avoir été construit par les Samaritains pour lesquels ce fut probablement un site sacré.
Plusieurs fois dans sa longue histoire, la tombe de Joseph a fait l'objet de conflits religieux. Samaritains et Chrétiens s'en sont disputé l'accès au début de la période byzantine, parfois violemment,,. Après la prise de la Cisjordanie par Israël en 1967, les musulmans se sont vus interdire l'accès et le lieu devint un site de prière juif. Frictions et conflits judéo-musulmans y devinrent fréquents. Après la signature des accords d'Oslo en 1991, le tombeau est resté sous la garde des troupes israéliennes qui interdisaient aux musulmans d'y prier.  
En 2000, juste après avoir été confié à l'Autorité palestinienne, le tombeau est pillé et rasé lors d'une émeute palestinienne,. Après la réoccupation de Naplouse par les Israéliens lors de l'opération Rempart en 2002, des groupes juifs y reviennent parfois. En 2009-2010, le bâtiment est restauré, une nouvelle coupole construite et les Juifs recommencent à y venir prier. 
Le 7 juillet 2014, des émeutiers palestiniens tentent d'incendier le tombeau, qui seront empêchés par les forces de sécurité palestiniennes. Deux jours plus tard, une trentaine d’étudiants israéliens d'une école religieuse juive se rendent dans la nuit au tombeau qui se situe dans une zone sous contrôle de l’Autorité palestinienne sans en avoir informé l’armée israélienne. À leur arrivée, ils sont attaqués par des Palestiniens, l'un de leurs véhicules est incendié. La police palestinienne arrivée sur les lieux arrête cinq Israéliens et en frappe quelques-uns avant de les remettre aux soldats de Tsahal qui les arrêtent pour avoir violé une ordonnance militaire, les autres n'étant plus présents sur les lieux,,.  
Le 16 octobre 2015, environ 150 Palestiniens y ont mis le feu en causant de lourds dommages au bâtiment : « Les rapports initiaux indiquent que des dommages ont été causés à la zone de prière des femmes »,.  
Le 10 avril 2022, le tombeau est à nouveau la cible de vandales. Une centaine de réfugiés palestiniens du camp de Balata entrent par effraction dans l'enceinte du site religieux. On constate des détériorations sur la voûte funéraire, et des traces d'incendies.

## Autre documentation